# Lintzoain
Lintzoain és una localitat i concejo de la vall i municipi de Erroibar de la Comunitat Foral de Navarra, dins de la comarca de Auñamendi i la Merindad de Sangüesa. La localitat es troba a 35 km de Pamplona i en 2020 tenia 67 habitants. És la capital administrativa de la vall, on se situa el seu ajuntament.
El nom de Lintzoain vol dir probablement Poble d'en Lindus, traduït del basc.
La localitat es troba en centre de la vall d'Erroibar sota la muntanya Tiratun (1200 msnm.), a 749 msnm. d'altitud, a la riba dreta del riu Erro i a 35 km de la capital navarra, Pamplona. És un pas obligat del Camí francès de Sant Jaume, on els peregrins que seguien la ruta Orreaga-Pamplona, en arribar a aquesta població comencen l'ascensió del port d'Erro.
La localitat està constituïda com un concejo pertanyent al municipi d'Erroibar. En la localitat també es troba la seu de l'Ajuntament de la vall d'Erroibar.